# Террелл-Гіллс (Техас)
Террелл-Гіллс (англ. Terrell Hills) — місто (англ. city) в США, в окрузі Беар штату Техас. Населення — 5045 осіб (2020).

## Географія
Террелл-Гіллс розташований за координатами 29°28′38″ пн. ш. 98°26′50″ зх. д. / 29.47722° пн. ш. 98.44722° зх. д. (29.477099, -98.447102).  За даними Бюро перепису населення США в 2010 році місто мало площу 4,25 км², уся площа — суходіл.

## Демографія
Згідно з переписом 2010 року, у місті мешкало 4878 осіб у 1851 домогосподарстві у складі 1399 родин. Густота населення становила 1148 осіб/км².  Було 2060 помешкань (485/км²).
Расовий склад населення:
| - 93,2 % — білих - 1,0 % — азіатів - 0,6 % — чорних або афроамериканців - 0,2 % — корінних американців - 0,1 % — вихідців з тихоокеанських островів - 2,8 % — осіб інших рас |

До двох чи більше рас належало 2,1 %. Частка іспаномовних становила 15,5 % від усіх жителів.
За віковим діапазоном населення розподілялося таким чином: 26,6 % — особи молодші 18 років, 58,2 % — особи у віці 18—64 років, 15,2 % — особи у віці 65 років та старші. Медіана віку мешканця становила 44,8 року. На 100 осіб жіночої статі у місті припадало 91,1 чоловіків;  на 100 жінок у віці від 18 років та старших — 89,2 чоловіків також старших 18 років.
Середній дохід на одне домашнє господарство  становив 221 115 доларів США (медіана — 148 080), а середній дохід на одну сім'ю — 264 295 доларів (медіана — 170 833). За межею бідності перебувало 1,3 % осіб, у тому числі 0,0 % дітей у віці до 18 років та 0,0 % осіб у віці 65 років та старших.
Цивільне працевлаштоване населення становило 2547 осіб. Основні галузі зайнятості: освіта, охорона здоров'я та соціальна допомога — 28,2 %, науковці, спеціалісти, менеджери — 16,6 %, роздрібна торгівля — 11,6 %, фінанси, страхування та нерухомість — 11,0 %.